# Серенко, Анатолий Моисеевич
Анато́лий Моисе́евич Сере́нко (29 апреля 1939 — 10 декабря 1987, Москва) — советский актёр театра и кино.

## Творчество
Служил в Новокузнецком драматическом театре, с 1973 в театре на Таганке. В кино исполнял роли второго плана и эпизодические. Наиболее известна его роль босоногого инопланетного путешественника в кинофильме «Кин-дза-дза!».

## Биография
Родители — из крестьян. В Таловую (Воронежской области) семья Анатолия Серенко переехала в 1933 году из села Бражниково Бутурлиновского района.
Отец Моисей Михайлович (1906 — 5 февраля 1950) работал в Таловой на железной дороге. Воевал в финскую и Великую Отечественную войну. Умер после операции на желудке (медсестра преждевременно сняла швы, перепутав его с соседом).
Мать Евдокия Ефремовна Серенко (Божко; 23 февраля 1909 — 16 февраля 1979), домохозяйка.
В семье было трое детей. Брат Александр (20 октября 1928 — 30 января 2006) жил в Москве, подполковник. Окончил Ленинградское военное училище и военно-инженерную академию им. Дзержинского. Служил в ракетно-космических войсках. Занимался секретными разработками военной техники.
Отец умер, когда самому младшему из детей исполнилось 11 лет. Школу Анатолий Серенко окончил с серебряной медалью, после школы поступил в Воронежский сельскохозяйственный институт. Ушел после первого курса и поступил в Московский институт культуры на специальность режиссер народного театра. После окончания института был направлен в город Касимов Рязанской области.
Будучи молодым человеком, Анатолий Серенко легко преображался в стариков.
В середине 1960-х Серенко попал в его труппу театра на Таганке. Актёру, как правило, доставались второстепенные роли. Однако его последний образ Ферапонта из чеховских «Трёх сестёр» принёс Серенко звание Заслуженного артиста РСФСР.
В кино актёр дебютировал в 1977 году в эпизодической роли. Был мастером образов второго плана: разбойник в «России молодой», Солопий в «Сорочинской ярмарке», партизан в фильме «Господин Великий Новгород». Сыграл босоногого инопланетянина в фильме «Кин-дза-дза!».
Умер от ишемической болезни сердца. Похоронен на Калитниковском кладбище в Москве.

## Фильмография
- 1977 — По семейным обстоятельствам — художник
- 1977 — Красный чернозём — мужик
- 1978 — На дне — Лука
- 1979 — Ярость
- 1979 — Похищение «Савойи» — бандит по кличке Рыжий
- 1979 — Та сторона, где ветер — дядя Володя
- 1981 — Россия молодая — разбойник
- 1984 — Господин Великий Новгород — партизан
- 1985 — Сорочинская ярмарка — Солопий Черевик
- 1986 — В стреляющей глуши — крестьянин Корней
- 1986 — Кин-дза-дза! — босой странник-инопланетянин (озвучил Игорь Ясулович)[4]

## Роли в театре на Таганке
- «Перекрёсток» (постановка Ю. Любимова) — Шпак Данила[5]
- «Час пик» (постановка Ю. Любимова) — Завадский[6]
- «Три сестры» (постановка Ю. Любимова и Ю. Погребничко) — Ферапонт[7][8] — последняя роль А. Серенко[9]
- «Человек со стороны» Игнатия Дворецкого